# Eleccions al Parlament del Regne Unit de 1951
Les eleccions al Parlament del Regne Unit de 1951 es van celebrar el 25 d'octubre de 1951. Va guanyar per nombre de vots el Partit Laborista, però la majoria dels escons fou per al Partit Conservador de Winston Churchill, qui acabaria formant govern.

## Resultats
| Partit                     | Líder             | Vot popular | %      | Escons | Canvi (de 1951) |
| Partit Conservador         | Winston Churchill | 12.660.661  | 44,43% | 321    | +20             |
| Partit Laborista           | Clement Attlee    | 13.948.883  | 48,8%  | 295    | -20             |
| Nacional Liberal           | David Renton      | 1.058.138   | 3,7%   | 19     | +3              |
| Partit Liberal             | Clement Davies    | 730.846     | 2,5%   | 6      | -3              |
| Nacionalistes independents | Michael O'Neill   | 92.787      | 0,3%   | 2      |                 |
| Partit Laborista Irlandès  | Jack Beattie      | 33.174      | 0,1%   | 1      | +1              |
| Plaid Cymru                | Gwynfor Evans     | 10.920      | 0,1%   |        |                 |
| Comunistes                 | Harry Pollitt     | 21.640      | 0,2%   |        |                 |
| Partit Nacional Escocès    | Robert McIntyre   | 7.299       | 0,1%   | 0      |                 |